# Ars Antiqua de Paris
Ars Antiqua de Paris est un ensemble français de musique ancienne fondé en 1965. 

## Historique
L'ensemble Ars Antiqua de Paris est fondé en 1965 par Michel Sanvoisin et Joseph Sage.
L'effectif de la formation varie entre trois et dix interprètes, en fonction des répertoires, et réunit les voix (jusqu'au quatuor) et les instruments anciens (flûtes à bec, cromornes, musettes, cervelas, hautbois du Poitou, luth, psaltérion, violes et percussions, par exemple).
Parmi les artistes ayant fait partie de l'ensemble figurent Marielle Nordmann, harpe (1968-1969), Jean et Mireille Reculard, violes (1968-1974), Jean-Patrice Brosse, clavecin (1974), Philippe Matharel, instruments à vent (1974-1975), Kléber Besson, luth (1972-1977), Lucie Valentin, violes (1975-1976) et Jean-Pierre Nicolas, instruments à vent (1975-1976), notamment.
Ars Antiqua de Paris se consacre à un large répertoire de musique ancienne et baroque, qui s'étend des airs de troubadours aux pièces instrumentales des XVIIe et XVIIIe siècles.
En 1993, l'ensemble a célébré son 3 500e concert.